# Anabarhynchus completus
Anabarhynchus completus är en tvåvingeart som beskrevs av Lyneborg 1992. Anabarhynchus completus ingår i släktet Anabarhynchus och familjen stilettflugor. Inga underarter finns listade i Catalogue of Life.